# Nuevo León
Il Nuevo León, ufficialmente Estado Libre y Soberano de Nuevo León, è uno dei trentuno Stati federati del Messico.
In origine, quando venne fondato dai primi abitanti spagnoli e portoghesi guidati da Luis de Carvajal y de la Cueva che vi si insediarono alla fine del XVI secolo, gli fu dato il nome di Nuevo Reino de León.
È uno stato ampiamente industrializzato ed è una delle zone dell'America Latina con il più elevato indice di sviluppo umano. San Pedro Garza García, uno dei comuni dello Stato, ha il più alto reddito pro-capite dell'America Latina e Monterrey, la capitale dello Stato, è sede di aziende importanti.

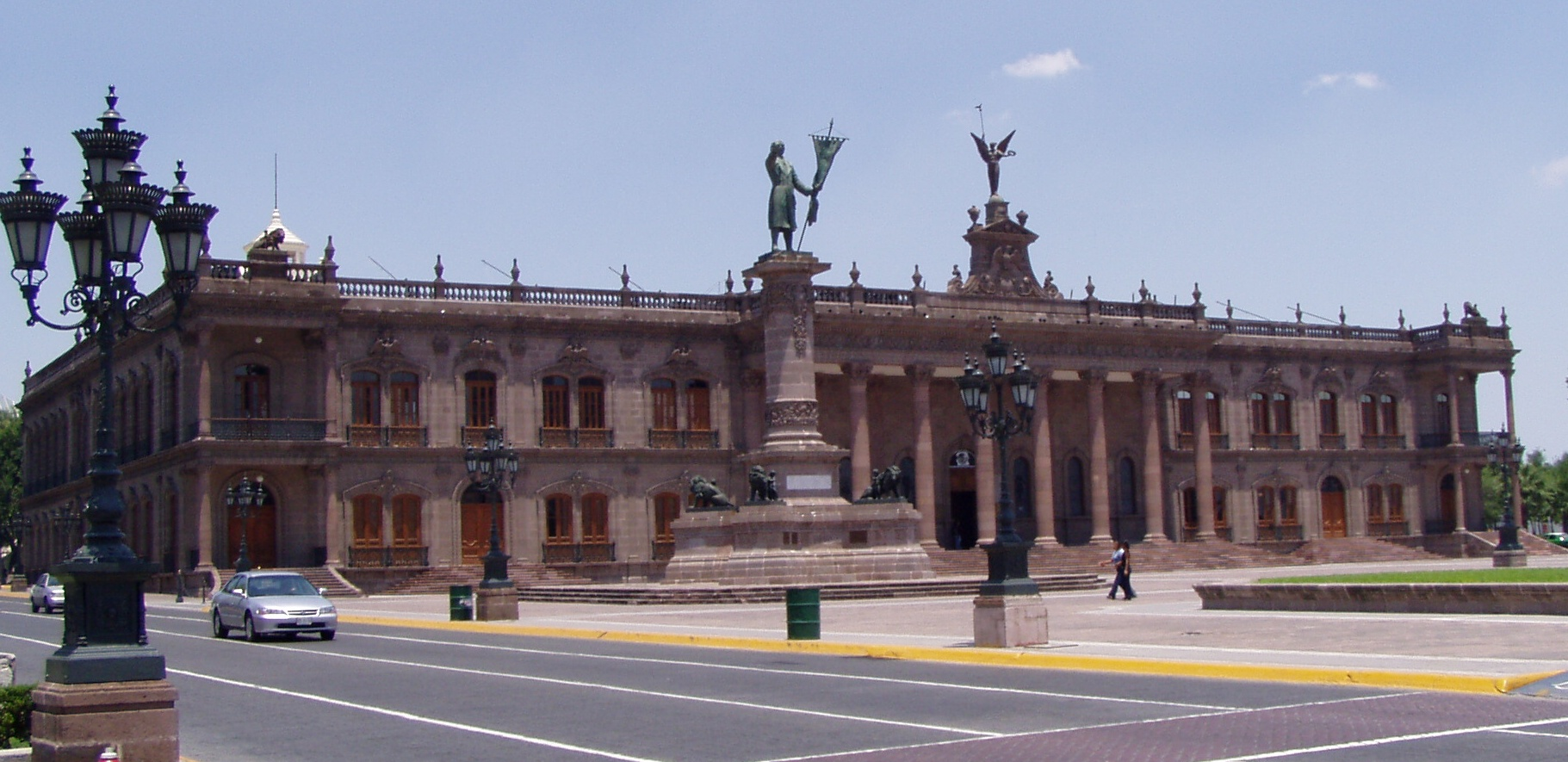
Palazzo del Governo di Nuevo Leon

## Storia
Nel periodo preispanico non vi sbocciò alcuna cultura india: la regione, troppo arida, rimase nelle mani dei nomadi. Gli spagnoli iniziarono la colonizzazione del territorio nel 1582-1583 sotto la guida di Luis Carvajal y de la Cueva. Verso la fine del XVI secolo il Regno del Nuevo León comprendeva gli attuali Stati di Tamaulipas, Coahuila, Zacatecas, Durango e alcune parti del San Luis Potosí, Texas e New Mexico.
In questa regioni si svolsero numerose battaglie nel corso della guerra d'indipendenza (1810-1821), della guerra con gli Stati Uniti (1846-1848) e durante l'intervento francese (1862-1867).

## Società

### Evoluzione demografica
Abitanti censiti (in migliaia)

### Suddivisione amministrativa
Lo Stato di Nuevo León è suddiviso in 51 comuni (Municipalidades)
| Chiave INEGI | Municipio                | Capoluogo municipale     | Data di creazione | Popolazione (2015) | Area (km²) |
| ------------ | ------------------------ | ------------------------ | ----------------- | ------------------ | ---------- |
| 001          | Abasolo                  | Abasolo                  | 1825              | 2 639              | 47,45      |
| 002          | Agualeguas               | Agualeguas               | 1825              | 2 439              | 978,99     |
| 003          | Los Aldamas              | Los Aldamas              | 1825              | 1 292              | 696,75     |
| 004          | Allende                  | Allende                  | 1850              | 34 353             | 190,52     |
| 005          | Anáhuac                  | Anáhuac                  | 1934              | 18 194             | 4572,87    |
| 006          | Apodaca                  | Ciudad Apodaca           | 1851              | 597 207            | 238,03     |
| 007          | Aramberri                | Aramberri                | 1877              | 16 152             | 2664,80    |
| 008          | Bustamante               | Bustamante               | 1832              | 3 977              | 465,62     |
| 009          | Cadereyta Jiménez        | Cadereyta Jiménez        | 1825              | 95 534             | 1004,4     |
| 010          | El Carmen                | Carmen                   | 1852              | 38 306             | 102,38     |
| 011          | Cerralvo                 | Ciudad Cerralvo          | 1825              | 7 757              | 1006,89    |
| 012          | Ciénega de Flores        | Ciénega de Flores        | 1863              | 42 715             | 146,56     |
| 013          | China                    | China                    | 1825              | 10 835             | 4292,05    |
| 014          | Doctor Arroyo            | Doctor Arroyo            | 1851              | 34 110             | 5091,18    |
| 015          | Doctor Coss              | Doctor Coss              | 1882              | 1 632              | 720,74     |
| 016          | Doctor González          | Doctor González          | 1883              | 2 861              | 615,78     |
| 017          | Galeana                  | Galeana                  | 1877              | 41 130             | 7010,79    |
| 018          | García                   | García                   | 1851              | 247 370            | 1040,01    |
| 019          | San Pedro Garza García   | San Pedro Garza García   | 1883              | 123 156            | 72,01      |
| 020          | General Bravo            | General Bravo            | 1868              | 5 479              | 1894,80    |
| 021          | General Escobedo         | Ciudad General Escobedo  | 1868              | 425 148            | 151,27     |
| 022          | General Terán            | Ciudad General Terán     | 1851              | 14 795             | 2479,16    |
| 023          | General Treviño          | General Treviño          | 1868              | 1 044              | 388,05     |
| 024          | General Zaragoza         | General Zaragoza         | 1866              | 6 011              | 1314,52    |
| 025          | General Zuazua           | General Zuazua           | 1863              | 67 294             | 184,87     |
| 026          | Guadalupe                | Guadalupe                | 1825              | 682 880            | 117,79     |
| 027          | Los Herreras             | Los Herreras             | 1874              | 1 764              | 497,27     |
| 028          | Higueras                 | Higueras                 | 1863              | 1 511              | 444,11     |
| 029          | Hualahuises              | Hualahuises              | 1828              | 6 921              | 127,80     |
| 030          | Iturbide                 | Iturbide                 | 1850              | 3 571              | 561,88     |
| 031          | Juárez                   | Ciudad Benito Juárez     | 1868              | 333 481            | 247,00     |
| 032          | Lampazos de Naranjo      | Lampazos de Naranjo      | 1877.             | 5 238              | 3428,68    |
| 033          | Linares                  | Linares                  | 1825              | 79 853             | 2539,67    |
| 034          | Marín                    | Marín                    | 1825              | 5 630              | 264,23     |
| 035          | Melchor Ocampo           | Melchor Ocampo           | 1948              | 955                | 207,92     |
| 036          | Mier y Noriega           | Mier y Noriega           | 1851              | 6 996              | 1006,78    |
| 037          | Mina                     | Mina                     | 1851              | 5 326              | 3872,26    |
| 038          | Montemorelos             | Montemorelos             | 1825              | 60 829             | 1869,30    |
| 039          | Monterrey                | Monterrey                | 1825              | 1 109 171          | 892        |
| 040          | Parás                    | Parás                    | 1851              | 971                | 1172,66    |
| 041          | Pesquería                | Pesquería                | 1844              | 87 168             | 308,89     |
| 042          | Los Ramones              | Los Ramones              | 1915              | 4 469              | 1341,58    |
| 043          | Rayones                  | Rayones                  | 1851.             | 2 640              | 673,76     |
| 044          | Sabinas Hidalgo          | Ciudad Sabinas Hidalgo   | 1825              | 35 456             | 1542,15    |
| 045          | Salinas Victoria         | Salinas Victoria         | 1825              | 54 192             | 1658,08    |
| 046          | San Nicolás de los Garza | San Nicolás de los Garza | 1830              | 430 143            | 60,10      |
| 047          | Hidalgo                  | Hidalgo                  | 1828              | 13 836             | 170,12     |
| 048          | Santa Catarina           | Ciudad Santa Catarina    | 1825              | 296 954            | 885,01     |
| 049          | Santiago                 | Santiago                 | 1831              | 42 407             | 746,48     |
| 050          | Vallecillo               | Vallecillo               | 1825              | 1 632              | 1766,28    |
| 051          | Villaldama               | Ciudad de Villaldama     | 1828              | 4 080              | 879,68     |